# 倍福
倍福自動化公司（德語：Beckhoff Automation GmbH & Co. KG）是主要在德國费尔的自動化公司，是倍福集团的一部份。倍福自動化公司主要是實現工業自動化以及智慧建築的控制系統，其特點是使用PC基礎的控制技術，是以開放式的PC及IT協定為基礎。倍福是即時乙太網EtherCAT的發起者。
自2005年起，此公司是以倍福工業電子公司（Beckhoff Industrie Elektronik）的名稱來進行交易。
倍福在全球有超過5,500名員工（2024年3月），在2023年全球的銷售額達到17.5 億歐元，在超過75個國家有據點，有40個子公司以及合作夥伴。

## 控制技術
早在1986年時，倍福就以個人電腦為其控制系統的硬體平台，當時的個人電腦已達到控制系統所要求的穩定以及性能。而且個人電腦技術至今仍然是發展最快的技術，而且自從1986年時，其架構元素在本質上沒有變化，已證實其可靠程度以及穩定性。
除了硬體以外，控制系統需要作業系統，就像IT應用的電腦一樣。倍福在最早期使用的作業系統就是微軟的DOS作業系統，配合倍福所開發的一些擴展功能，可以確保其實時的特性，這表示早在1986年，PLC（可编程逻辑控制器）、運動控制都可以和視覺化一起在個人電腦上進行。1996年時，隨著TwinCAT自動控制軟體的出現，倍福的作業系統轉向Windows，目前也還是如此。
倍福在提出了總線端子的概念，也就是以端子模組型式出現的總線技術。在1995年和WAGO合作推出用於自動化技術的總線端子。在自動化市場中有許多的總線端子，但仍以原有的概念為基礎。倍福在2003年發明了工業乙太網技術EtherCAT。同年成立了EtherCAT技術群組（ETG），讓全世界的設備廠商都可以使用EtherCAT。

## 網頁
- 官方网站 （页面存档备份，存于）